# Condormarca (distrito)
Condomarca é um do distrito do Peru, na Província Bolívar, localizada no Departamento La Libertad

## Transporte
O distrito de Condomarca é servido pela seguinte rodovia:
- LI-124, que liga o distrito de Bambamarca à cidade de Patáz
- LI-125, que liga o distrito de Bambamarca à cidade de Patáz[1][2][3]